# アルタヴィッラ・イルピーナ
アルタヴィッラ・イルピーナ（伊: Altavilla Irpina）は、イタリア共和国カンパニア州アヴェッリーノ県にある、人口約4,200人の基礎自治体（コムーネ）。

## 地理

### 位置・広がり

#### 隣接コムーネ
隣接するコムーネは以下の通り。括弧内のBNはベネヴェント県所属を示す。
- アルパイーゼ (BN)
- チェッパローニ (BN)
- キアンケ
- グロットレッラ
- ペトルーロ・イルピーノ
- ピエトラストルニーナ
- プラータ・ディ・プリンチパート・ウルトラ
- サンタンジェロ・ア・スカーラ
- トゥーフォ

## 行政

### 分離集落
アルタヴィッラ・イルピーナには、以下の分離集落（フラツィオーネ）がある。
- San Trifone, Pannone di sotto, Pannone di sopra, Belvedere, Ponte dei Santi, Pincera, Toro, Sassano, Russo